# Монро (Орегон)
Монро (енгл. Monroe) град је у америчкој савезној држави Орегон.

## Демографија
По попису из 2010. године број становника је 617, што је 10 (1,6%) становника више него 2000. године.
| Група             | 2000.       | 2010.       |
| Белци             | 527 (86,8%) | 492 (79,7%) |
| Афроамериканци    | 2 (0,3%)    | 1 (0,2%)    |
| Азијати           | 2 (0,3%)    | 1 (0,2%)    |
| Хиспаноамериканци | 61 (10,0%)  | 100 (16,2%) |
| Укупно            | 607         | 617         |